# Polyscias nodosa
Polyscias nodosa är en araliaväxtart som först beskrevs av Carl Ludwig Blume, och fick sitt nu gällande namn av Berthold Carl Seemann. Polyscias nodosa ingår i släktet Polyscias och familjen Araliaceae. Inga underarter finns listade.